# Kettig

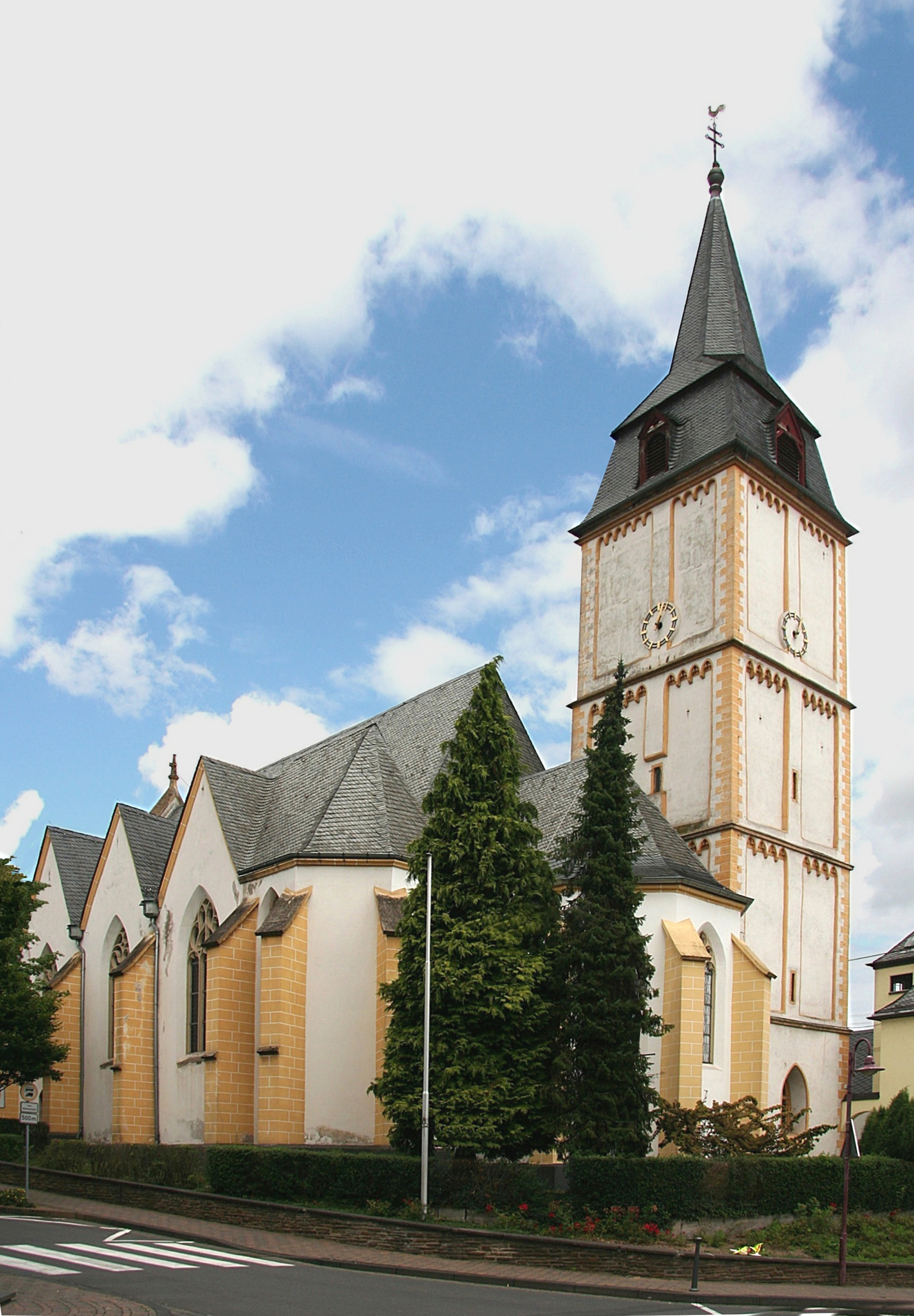
Pfarrkirche St. Bartholomäus

Kettig ist eine Ortsgemeinde im Landkreis Mayen-Koblenz in Rheinland-Pfalz. Sie gehört der Verbandsgemeinde Weißenthurm an.

## Geographische Lage
Klimatisch günstig am Rand des Neuwieder Beckens gelegen, werden die landwirtschaftlichen Flächen der Gemeinde zunehmend von Sonderkulturen (insbesondere des naturnah bewirtschafteten Holunders) geprägt.

## Geschichte
Kettig wird erstmals in einer schriftlichen Quelle als Ketichi im Gau Maifeld in einer Urkunde des Klosters Echternach aus dem zweiten Viertel des 10. Jahrhunderts erwähnt. Weitere Namensformen nach 1200 waren Ketge, Ketghe, Ketige und Kettich. Vom 13. bis 16. Jahrhundert hatte die Abtei St. Thomas Landbesitz und zinspflichtige Güter in Kettig.
Schwer getroffen wurde Kettig vom Dreißigjährigen Krieg. Von 128 Häusern, die aus dem Jahr 1563 überliefert sind, standen 1648 nur noch 85. Auch die Burg, die Kurfürst Werner von Falkenstein zwischen 1409 und 1419 hatte errichten lassen, war zerstört worden. Ähnlich hart traf der Zweite Weltkrieg Kettig: Bei einem Bombenangriff am 29. Dezember 1944 wurden 25 Wohnhäuser, 15 landwirtschaftliche Betriebsgebäude, 1 Industrieanlage, Schule und Kirche zerstört oder schwer beschädigt. Der Krieg endete für Kettig am 8. März 1945, als der Ort von amerikanischen Einheiten des Combat Command B (CCB) der 4th Armored Division eingenommen wurde.
Bevölkerungsentwicklung
Die Entwicklung der Einwohnerzahl von Kettig, die Werte von 1871 bis 1987 beruhen auf Volkszählungen: 
| Jahr | Einwohner |
| 1815 | 634       |
| 1835 | 1.050     |
| 1871 | 1.049     |
| 1905 | 1.343     |
| 1939 | 1.527     |
| 1950 | 1.709     |
| 1961 | 1.954     |

| Jahr | Einwohner |
| 1970 | 2.577     |
| 1987 | 2.656     |
| 1997 | 2.977     |
| 2005 | 3.331     |
| 2017 | 3.320     |
| 2022 | 3.493     |

## Politik

### Gemeinderat
Der Gemeinderat in Kettig besteht aus 20 Ratsmitgliedern, die bei der Kommunalwahl am 9. Juni 2024 in einer personalisierten Verhältniswahl gewählt wurden, und dem ehrenamtlichen Ortsbürgermeister als Vorsitzendem.
Die Sitzverteilung im Gemeinderat:
| Wahl | SPD | CDU | FDP | FWG | Gesamt   |
| ---- | --- | --- | --- | --- | -------- |
| 2024 | 3   | 7   | 1   | 9   | 20 Sitze |
| 2019 | 3   | 10  | 1   | 6   | 20 Sitze |
| 2014 | 4   | 11  | 1   | 4   | 20 Sitze |
| 2009 | 8   | 6   | 2   | 4   | 20 Sitze |
| 2004 | 7   | 7   | 2   | 4   | 20 Sitze |

- FWG = Freie Wählergruppe Kettig e. V.

### Bürgermeister
Florian Heyden (FWG Kettig) wurde am 19. August 2024 Ortsbürgermeister von Kettig. Bei der Stichwahl am 23. Juni 2024 wurde er mit einem Stimmenanteil von 53,5 % gewählt und setzte sich damit gegen die Mitbewerberin Jennifer Reski (CDU) durch, nachdem bei der Direktwahl am 9. Juni 2024 keiner der ursprünglich drei Bewerber eine ausreichende Mehrheit erreicht hatte.
Heyden ist Nachfolger von Peter Moskopp (CDU), der nach 15 Jahren im Amt nicht mehr zur Wahl des Bürgermeisters antrat.
| Name                  | Amtszeit                | Partei | Anmerkung                                                  |
| --------------------- | ----------------------- | ------ | ---------------------------------------------------------- |
| Florian Heyden        | 19.08.2024 –            | FWG    |                                                            |
| Peter Moskopp         | 17.08.2009 – 19.08.2024 | CDU    |                                                            |
| Norbert Hansen        | 17.08.1988 – 16.08.2009 | SPD    |                                                            |
| Hans Höfer            | 25.11.1960 – 17.08.1988 | FWG    |                                                            |
| Adam Kreuz            | 19.12.1956 – 24.11.1960 |        |                                                            |
| Heinrich Müller       | 30.04.1955 – 18.11.1956 |        |                                                            |
| Wilhelm Sorger        | 20.03.1947 – 29.04.1955 |        |                                                            |
| Josef Urmersbach      | 02.09.1946 – 20.03.1947 |        |                                                            |
| Wilhelm Sorger        | 28.04.1945 – 09.1946    |        |                                                            |
| Josef Krieger         | 07.10.1941 – 03.1945    |        | stets als „beurlaubt“ geführt                              |
| Wilhelm Kohl          | 07.10.1941 – 03.1945    |        | unterzeichnete mit „m.d.F.b.“ (mit der Führung beauftragt) |
| Peter Fink            | 11.08.1933 – 18.06.1941 |        |                                                            |
| Peter Schulz          | 11.1922 – 11.06.1933    |        |                                                            |
| Joh. Josef Hammer     | 1906 – 09.1922          |        |                                                            |
| Joh. Peter Hillesheim | 1893 – 1906             |        |                                                            |

### Wappen
| Wappen von Kettig | Blasonierung: „Geteilt, oben in Rot ein silberner, blau geständerter Adler, unten in Silber ein durchgehendes rotes Balkenkreuz.“ |
| Wappen von Kettig | Wappenbegründung: Das rote Kreuz erinnert an Kurtrier, zu dessen Amt Bergpflege Kettig gehörte. Der Adler ist dem Wappen der Ritter von Kettig entnommen, die ein Burghaus im Ort besaßen und deren Linie im 17. Jahrhundert ausstarb. Sie führten als Wappen in rotem Schild einen weißen Adler mit blauen Ständern. |

## Bildung
- Kettig ist der Standort der Grundschule Kettig. Die erste Schule des Ortes ist 1616 im Visitationsbuch der Pfarrei Kettig nachgewiesen. Sie war im Haus des Küsters eingerichtet. Als erster Schulmeister wird 1624 Friedrich Andreas Eisner genannt. Während des Dreißigjährigen Krieges (1618–1648) war ein Schulbesuch kaum möglich; 1654 wurde laut Aufzeichnung im Visitationsbuch im Gemeindehaus der Unterricht wieder aufgenommen. 1820 baute die Gemeinde das erste Schulhaus mit zwei Klassenräumen und zwei Lehrerwohnungen und 1882 in der Nähe der Kirche ein zweites Schulhaus mit Keller, großem Schulsaal und Lehrerwohnung. Ein weiteres Haus entstand 1904. 1938 beschloss der Gemeinderat den Bau eines neuen „Gesamtschulhauses“ mit sechs Klassenräumen, einem Lichtbildsaal, einer Turnhalle, einer kleinen Kapelle, Kellerräumen, Toilettenanlage und Wohnungen. Zum Herbst 1939 sollte die Schule bezugsfertig sein. Nach Kriegsausbruch gab es nur noch fünf Klassen, sodass ein Klassenzimmer von Soldaten belegt wurde. 1942 war die Schule fertiggestellt, wurde aber nicht für Schulzwecke genutzt, sondern von der Wehrmacht als Lazarett eingerichtet. 1960 baute die Gemeinde Kettig ein neues Schulhaus. 1992 wurde es umgebaut und um ein Stockwerk erweitert[10] und bis heute genutzt.

- Seit 1973 bestand die Anne-Frank-Schule in Kettig, eine Schule für Kinder mit besonderem Förderbedarf. Baubeginn des Schulhauses war 1971. Ihren Namen erhielt die Schule 1988. Der Schulbetrieb begann mit 188 Schülerinnen und Schülern. Diese Zahl ging jedoch stetig zurück, sodass die Schließung der Schule drohte.[11] 2016 mietete die Mennoniten-Brüdergemeinde den Gebäudekomplex, um ihre Grundschule von Weißenthurm nach Kettig zu verlegen.[12] Inzwischen wird die Sporthalle von Sportvereinen und für den Schulsport genutzt, andere Gebäulichkeiten stehen als Jugendtreff zur Verfügung.[13]

## Kulturdenkmäler
Das älteste Kultur- bzw. Baudenkmal in Kettig ist die 1988 unter Denkmalschutz gestellte Pfarrkirche St. Bartholomäus; sie wurde um 1470 erbaut. Die Pfarrkirche ist eine römisch-katholische Kirche und ist nach Apostel Bartholomäus, als Schutzheiliger benannt.
Siehe Liste der Kulturdenkmäler in Kettig